# María Josefa Saavedra
María Josefa Saavedra Daza (La Paz, Bolivia; 19 de marzo de 1903 - 18 de octubre de 2000) fue una jurista boliviana, reconocida por ser ella la primera abogada de este país y la primera mujer en alcanzar el cargo de Ministra de la Corte Suprema de Justicia.

## Biografía
María Josefa Saavedra Daza nació el 19 de marzo de 1903 en la ciudad de La Paz, Bolivia; hija de Celia Daza y del exvicepresidente Abdón Saavedra; realizó sus estudios secundarios en el Liceo de Niñas en la ciudad de La Paz que luego pasaría llamarse Liceo Venezuela. Posteriormente estudió en Derecho en la Universidad Mayor de San Andrés, recibiéndose como la primera mujer abogada de Bolivia en 1925.
En 1923, fue cofundadora del grupo Ateneo Femenino, organización que reivindicaba los derechos de las mujeres. Incursionó también en el periodismo en la página femenina en el diario “La República”, realizando publicaciones con los seudónimos de Berenguela y Danitzaref. En 1926 fue directora de la revista de propaganda patriótica “Bolivia”. Fue docente en la cátedra de Derecho Romano en la Facultad de Derecho de la Universidad Mayor de San Andrés. Durante la Guerra del Chaco (1932-1935) se enlistó como enfermera voluntaria de la Cruz Roja en el Hospital Militar Nro. 1. 
Saavedra redactó el primer Código de Menores de Bolivia y fue fundadora del Patronato Nacional de Menores en 1948, del que fue directora entre 1948 y 1953, del Instituto de Legislación de Menores en 1950, de la Liga de Defensa de Menores, cofundadora del Colegio Nacional de Pediatría. También participó de la fundación de la Federación Nacional de Abogados en 1945 y de la Confederación de Instituciones Femeninas (CONIF) en 1948.
El 6 de enero de 1974, mediante Decreto Ley n.º 12021, María Josefa Saavedra fue designada como Ministra de la Corte Suprema de Justicia de la Nación, siendo la primera mujer boliviana en desempeñar ese cargo.
Por su destacada trayectoria, en el año 2000 recibió la "Condecoración Primera Dama de la Nación" y el Cóndor de los Andes.

María Josefa Saavedra, falleció el 18 de octubre del año 2000 en la ciudad de La Paz, Bolivia.

## Obra
En su producción intelectualse destacan las siguientes obras:
- Manual de Derecho Romano (1937)
- Régimen jurídico de la menor de edad en Bolivia (1950)
- Código Tutelar del Anciano (1974)
- Política de bienestar social (1982).